# Duroia hirsuta
El huitillo, turma de mono, solimán, casa del diablo o borojocillo (Duroia hirsuta) es un árbol que se encuentra en los bosques tropicales húmedos del Pacífico y la Amazonia en Colombia, Ecuador y Perú.

## Descripción
Crece en el sotobosque y los bosques secundarios. Alcanza entre 2,5 y 3 m de altura. Tiene hojas elípticas, simples y opuestas, de 22 cm de longitud por 9 cm de ancho y pecíolo de 1 cm de largo. El fruto mide 4,5 a 5 cm por 2,5 cm. Es amarillo al principio y se torna de color castaño cuando madura, siendo consumido como alimento por los nativos.

## Ecología
Los tallos jóvenes presentan estructuras que sirven de abrigo (mirmecodomacio) a las hormigas Myrmelachista schumanni, con las cuales convive en simbiosis, de manera que las hormigas limpian cualquier hierba alrededor e inyectan ácido fórmico al árbol, a manera de herbicida que lo protege. Así la planta se reproduce de manera que se forman colonias de árboles de la misma especie que localmente se consideran huertas cuidadas por espíritus que se alimentan de sus frutos.

## Propiedades
Las hojas machacadas son usadas en la elaboración de tinturas y tanto la corteza y las ramas se utilizan en la medicina tradicional contra la diarrea y la fiebre y para aliviar picaduras de animales. 

## Taxonomía
Duroia hirsuta fue descrita por (Poepp. & Endl.) K.Schum. y publicado en Flora Brasiliensis 6(6): 367, en el año 1889.
Sinonimia
- Amaioua hirsuta Poepp.
- Duroia spraguei Wernham
- Schachtia dioica H.Karst.[5]